# الدار الجامعية السوقية مولدي
جامعة مولدي هي جامعة نرويجية متخصصة في السوقيات. تقع في مدينة مولدي، في بلدية مولدي، في مقاطعة موره ورومسدال، النرويجية. تقدم الجامعة تعليمًا عاليًا في إدارة الأعمال، والخدمات السوقية، والتقانة المعلوماتية، وعلوم الصحة.
تُقدم الجامعة درجات علمية على مستويات البكالوريوس، والماجستير في العلوم، والدكتوراه. كانت المؤسسة تابعة لكليات الجامعية حتى 1 يناير 2010، حين نالت صفة الجامعة المتخصصة في السوقيات. تُعدّ هذه الجامعة واحدة من تسع جامعات متخصصة ضمن منظومة التعليم العالي النرويجية. يقع الحرم الجامعي الرئيسي في مدينة مولده، لكن على الرغم من ذلك تُقدَّم بعض البرامج الدراسية في كريستيانسوند. كما يقع معهد مور للبحوث داخل الحرم الجامعي.

## الشهادات

### شهادات البكالوريوس
- العلوم الإجتماعية
- إدارة الأعمال
- الخدمات السوقية
- الإدارة الرياضية
- التقانة المعلوماتية
- علوم الصحة

### شهادات الماجستير
- ماجستير في الخدمات السوقية
- ماجستير في السوقيات الهندسية
- ماجستير في السوقيات البترولية
- ماجستير في إدارة الفعاليات
- ماجستير في إدارة الرياضات الجماعية
- ماجستير في إدارة الأعمال

### شهادات الدكتوراه
- دكتوراه في السوقيات
- دكتوراه في علوم الصحة